# Bahnstrecke Fischamend–Mannersdorf
| Strecke                                                                                  |        | Pressburgerbahn nach Wien              | Pressburgerbahn nach Wien              |
| Dienststation / Betriebs- oder Güterbahnhof                                              |        | Fischamend Reichsstraße                | Fischamend Reichsstraße                |
| Abzweig geradeaus und nach links                                                         |        | Pressburgerbahn nach Wolfsthal         | Pressburgerbahn nach Wolfsthal         |
| Abzweig geradeaus und ehemals nach rechts                                                |        | Anschlussbahn Flughafen Wien-Schwechat | Anschlussbahn Flughafen Wien-Schwechat |
| Dienststation / Betriebs- oder Güterbahnhof                                              | 11,623 | Fischamend StEG                        | Fischamend StEG                        |
| Abzweig geradeaus und von rechts                                                         | 11,812 | Anschlussbahn Rotter                   | Anschlussbahn Rotter                   |
| Abzweig geradeaus und nach links                                                         | 12,836 | Anschlussbahn Swietelsky               | Anschlussbahn Swietelsky               |
| Abzweig geradeaus und nach links                                                         | 13,090 | Anschlussbahn Swietelsky               | Anschlussbahn Swietelsky               |
| Abzweig geradeaus und von links                                                          | 13,483 | Anschlussbahn KBB/Meissl               | Anschlussbahn KBB/Meissl               |
| Dienststation / Betriebs- oder Güterbahnhof                                              | 14,904 | Klein Neusiedl                         | Klein Neusiedl                         |
| Abzweig geradeaus und ehemals nach links                                                 | 15,172 | Anschlussbahn Polsterer Mühle          | Anschlussbahn Polsterer Mühle          |
| Abzweig geradeaus und von links                                                          | 16,278 | Anschlussbahn Propangas                | Anschlussbahn Propangas                |
| Dienststation / Betriebs- oder Güterbahnhof                                              | 17,512 | Schwadorf an der Fischa                | Schwadorf an der Fischa                |
| Abzweig geradeaus und nach rechts                                                        | 19,321 | Anschlussbahn Welpa                    | Anschlussbahn Welpa                    |
| Abzweig geradeaus und nach links                                                         | 19,749 | Anschlussbahn EVVA                     | Anschlussbahn EVVA                     |
| Haltepunkt / Haltestelle                                                                 | 20,600 | Margarethen am Moos                    | Margarethen am Moos                    |
| Strecke von links · Kreuzung geradeaus oben und rechts (Strecke geradeaus außer Betrieb) |        | Ostbahn nach Hegyeshalom               | Ostbahn nach Hegyeshalom               |
| Bahnhof · Strecke                                                                        |        | Götzendorf                             | Götzendorf                             |
| Strecke · Strecke                                                                        |        | Ostbahn nach Wien                      | Ostbahn nach Wien                      |
| Strecke                                                                                  |        | nach Mannersdorf                       | nach Mannersdorf                       |

| Strecke                                                                                  |        | nach Fischamend                  | nach Fischamend                  |
| Strecke von links · Kreuzung geradeaus oben und rechts (Strecke geradeaus außer Betrieb) |        | Ostbahn nach Hegyeshalom         | Ostbahn nach Hegyeshalom         |
| Bahnhof · Strecke                                                                        |        | Götzendorf                       | Götzendorf                       |
| Strecke · Strecke                                                                        |        | Ostbahn nach Wien                | Ostbahn nach Wien                |
| Dienststation / Betriebs- oder Güterbahnhof                                              | 24,400 | Götzendorf Lokalbahn             | Götzendorf Lokalbahn             |
| ehemaliger Haltepunkt / Haltestelle                                                      | 25,870 | Fasangarten                      | Fasangarten                      |
| Abzweig geradeaus und von links                                                          | 28,768 | Anschlussbahn Lafarge Perlmooser | Anschlussbahn Lafarge Perlmooser |
| Dienststation / Betriebs- oder Güterbahnhof                                              |        | Mannersdorf                      | Mannersdorf                      |
|                                                                                          | 29,074 | Gleisende                        | Gleisende                        |

Die Bahnstrecke Fischamend–Mannersdorf ist eine Nebenbahn in Niederösterreich.

## Geschichte
1882 reichte der Grazer Zivilingenieur Oskar Baron Lazarini die Konzession zum Bau einer Strecke vom Bahnhof Schwechat über Fischamend, Klein Neusiedl und Götzendorf nach Mannersdorf ein, um die Industriebetriebe rund um die Fischa sowie die Steinbrüche und Kalk- und Gipsbrennereien am Fuße des Leithagebirges an das Bahnnetz anzuschließen. Die Konzession wurde am 19. Mai 1882 erteilt, der Bau der 29,56 km langen Strecke wurde am 21. Februar 1883 begonnen und noch im selben Jahr beendet. Die Eröffnung fand am 6. Jänner 1884 statt.
Da die Züge der Privatbahn nicht in den Bahnhof Götzendorf der StEG einfuhren, musste die Ostbahn östlich des Bahnhofs auf einem Damm und einer 16 Meter langen Eisenbrücke überquert werden. Die Staatsverwaltung hat sich in der Konzessionsurkunde das Recht vorbehalten, die Strecke einzulösen. So wurde die Lokalbahn per 1. Juli 1884 von der StEG zum Kaufpreis von 810.000 Gulden erworben und eine 413 Meter lange Schleife nordöstlich des Bahnhofs gebaut. So konnten die Züge von Fischamend kommend direkt in den Bahnhof Götzendorf fahren. Von Mannersdorf kommende Züge fuhren weiterhin über die Brücke und schoben ab der Abzweigweiche in den Bahnhof zurück. Zu diesem Zeitpunkt verkehrten täglich zwei Zugpaare auf der Strecke.
1894 erbaute die „Kaltenleutgebener Kalk- und Zementfabriks AG“ nahe dem Bahnhof Mannersdorf ein Zementwerk, welches mit einer Anschlussbahn mit dem Bahnhof verbunden wurde. 1905 erfolgte der Zusammenschluss mit der Perlmooser Zementwerke AG. Das hohe Frachtaufkommen sorgte für zahlreiche gemischte Züge.
Nach der Verstaatlichung der StEG und der Übernahme durch die kkStB wurde am 17. Juli 1913 das südliche Verbindungsgleis in Betrieb genommen. So musste nicht mehr über die steilen Rampen der Brücke gefahren werden, was bisher aufgrund der geringen Leistung der Lokomotiven oft für ein Liegenbleiben von Zügen sorgte. Die Brücke über die Ostbahn wurde erst 1918 abgetragen.
Der Kraftwagendienst der Österreichischen Bundesbahnen (KÖB) übernahm am 22. Mai 1932 die Personenbeförderung mit Autobussen im Abschnitt zwischen Fischamend und Götzendorf. Zwischen Götzendorf und Mannersdorf gab es nur noch während der Sommermonate ein beschränktes Angebot an Personenzügen. Es wurde allerdings per 28. Dezember 1932 ein auf die Züge der Ostbahn abgestimmter Fahrplan erstellt, um im Falle einer Einstellung des Busverkehrs (z. b. bei Schneeverwehungen) einen Zugverkehr aufnehmen zu können. Es kann jedoch nicht mehr festgestellt werden, ob dieser Fall jemals wirklich eintrat.
Die Reichsbahndirektion Wien reaktivierte 1940 den Personenverkehr zwischen Fischamend und Mannersdorf. Am 17. Mai 1943 wurde bei der Kaserne südlich von Götzendorf die Haltestelle „Fasangarten (Niederdonau)“ in Betrieb genommen. Am 3. Dezember 1951 erfolgte die abermalige Einstellung des Personenverkehrs zwischen Fischamend und Götzendorf. Zwischen Götzendorf und Mannersdorf verblieb nur ein Zugpaar, die restlichen Kurse wurde wieder vom KÖB übernommen. Seit dem 5. Oktober 1952 ist der Abschnitt in den Fahrplan der Ostbahn integriert.
Aufgrund des nicht vorhandenen Güterverkehrs und schlechten Oberbauzustandes wurde der Abschnitt von Schwadorf nach Götzendorf 1973 gesperrt – drei Jahre später wurde der Oberbau saniert, da zu diesem Zeitpunkt aufgrund der neuen Trasse der Preßburger Bahn die Bedienung der Anschlussbahnen nur noch von Götzendorf aus geplant war.
Zum Sommerfahrplan 1977 wurde die Haltestelle Fasangarten nicht mehr bedient, sie wurde am 25. September 1977 aufgelassen. Der letzte Güterzug mit Personenbeförderung fuhr am 21. Mai 1982. Der Personenverkehr wurde per 23. Mai 1982 eingestellt, allerdings stand noch zehn Jahre später im Kursbuch beim Fahrplanbild 7 der Ostbahn der Hinweis „Zwischen Götzendorf und Mannersdorf derzeit kein Schienenverkehr!“.
Während der Güterverkehr nach Mannersdorf seitdem unverändert vom Bahnhof Götzendorf abgewickelt wird, kam es im Laufe der Jahre auf dem nördlichen Abschnitt zu Änderungen: Bis zum Fahrplanjahr 1984/1985 wurden die Bahnhöfe und Anschlussbahnen wechselweise vom Bahnhof Groß Schwechat oder Götzendorf aus bedient. Aus personaltechnischen Gründen erfolgte danach die Teilung, wobei von Götzendorf bis Schwadorf gefahren wurde und von Groß Schwechat zur Polsterer Mühle. Der Abschnitt zwischen dem km 15,500 und 17,300 wurde gesperrt, blieb allerdings für Sonder- oder Umleitungszüge befahrbar. Einige Jahre später wurde der gesperrte Abschnitt nach Süden zwischen die Anschlussbahn EVVA und den Bahnhof Götzendorf verlegt. Der Güterverkehr wird nun ausschließlich über Schwechat abgewickelt.

## Galerie

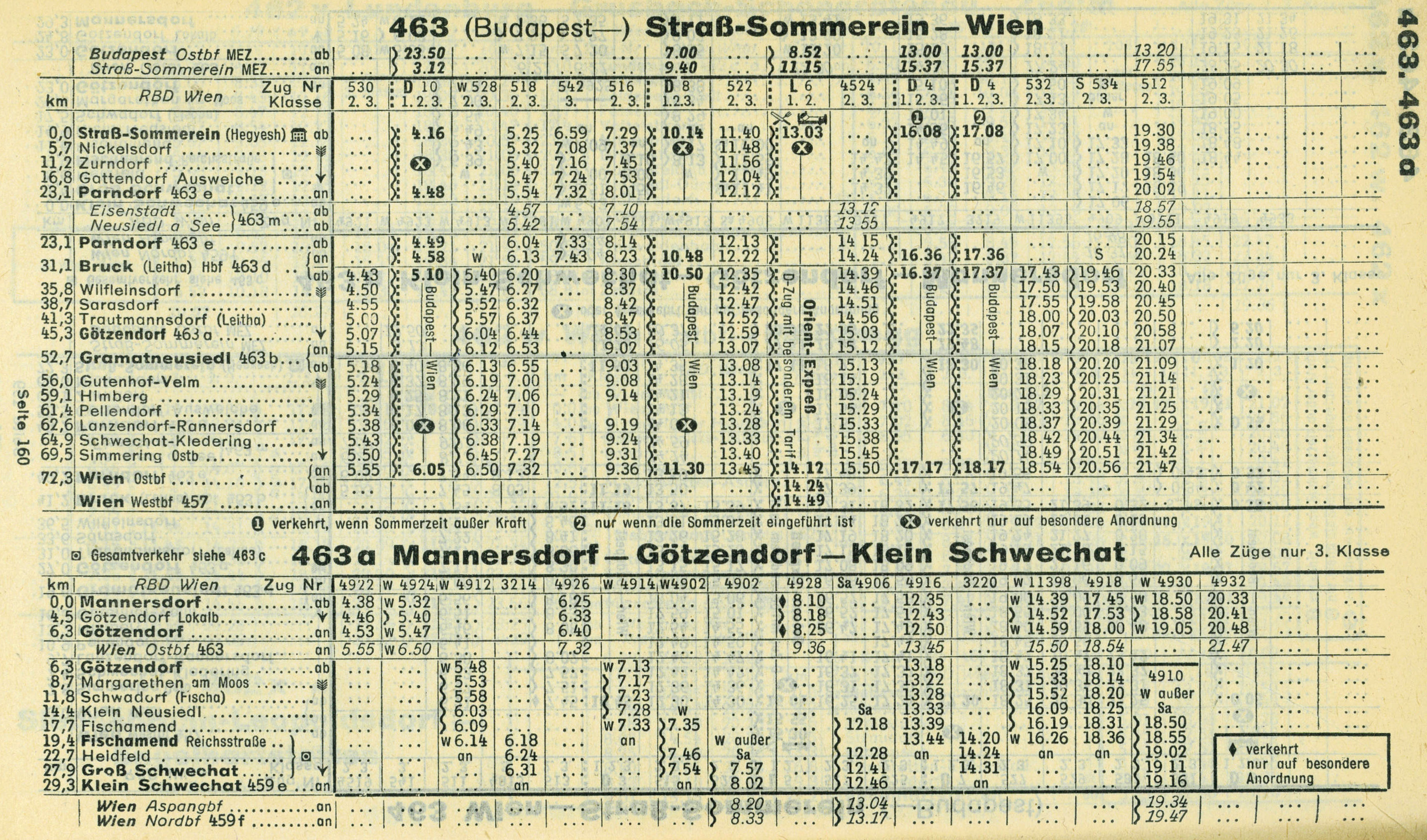
Fahrplan Mannersdorf – Götzendorf – Klein Schwechat (1941)
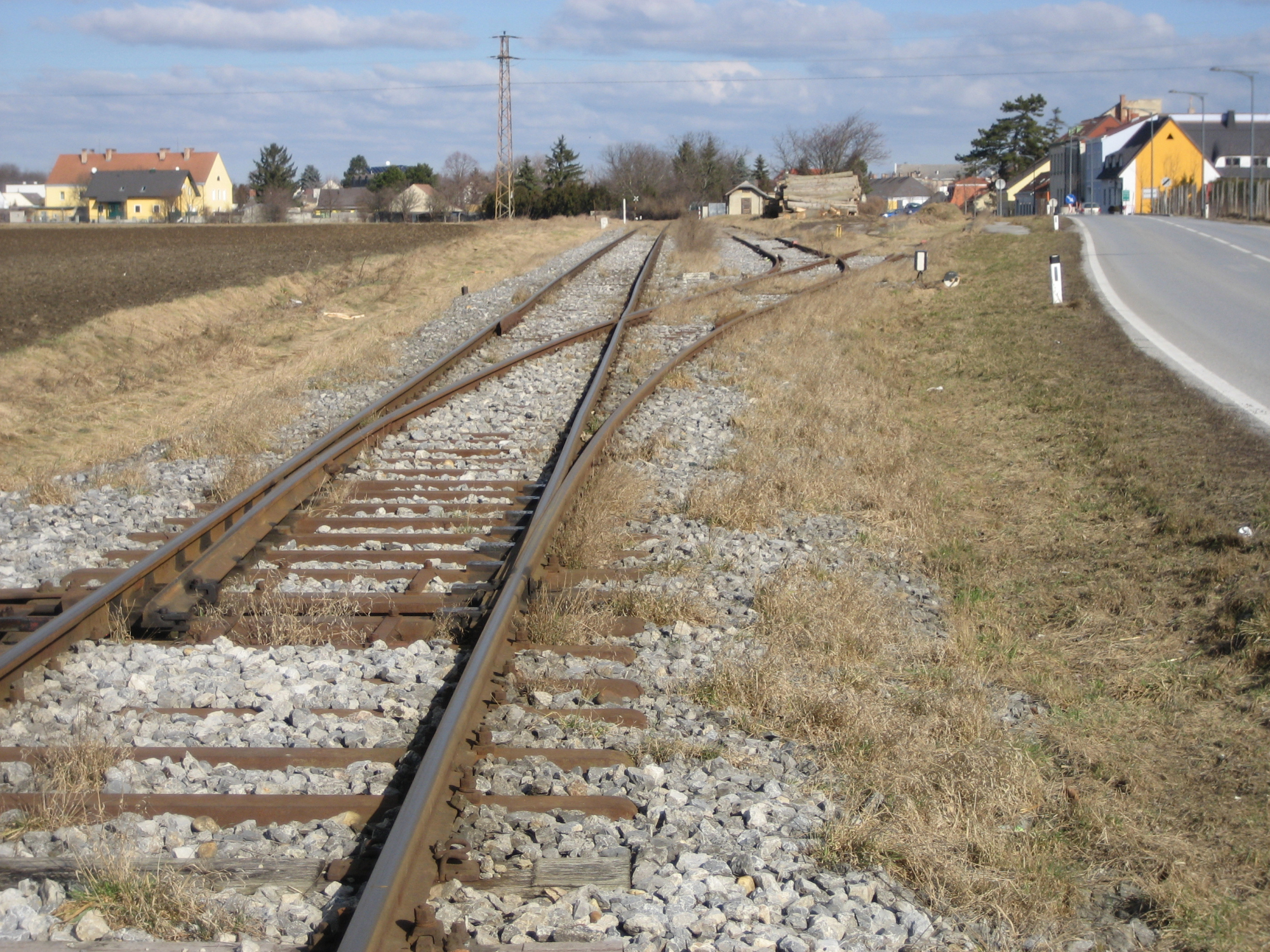
Ladestelle Klein Neusiedl (2011)
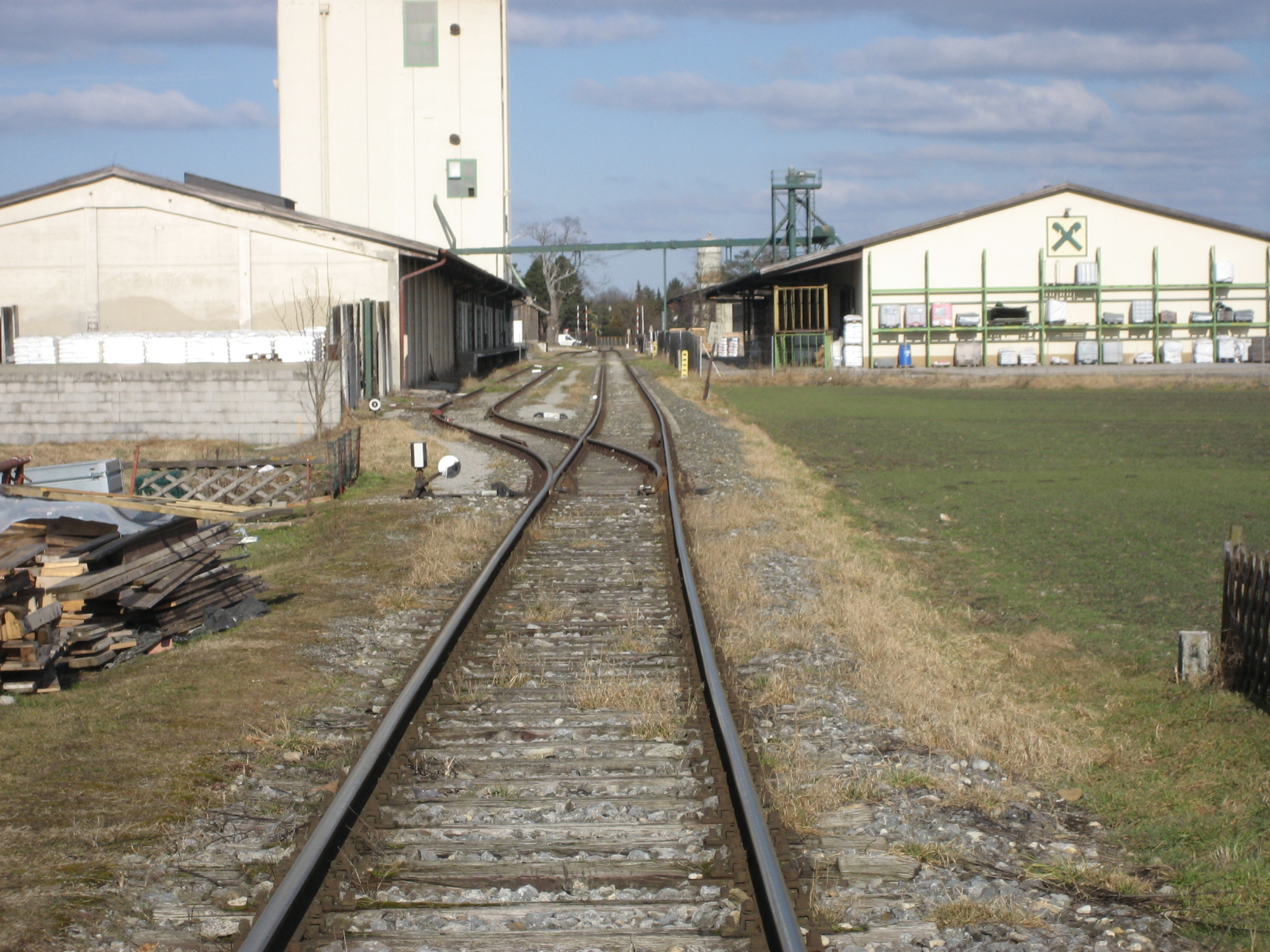
Bahnhof Schwadorf (2011)
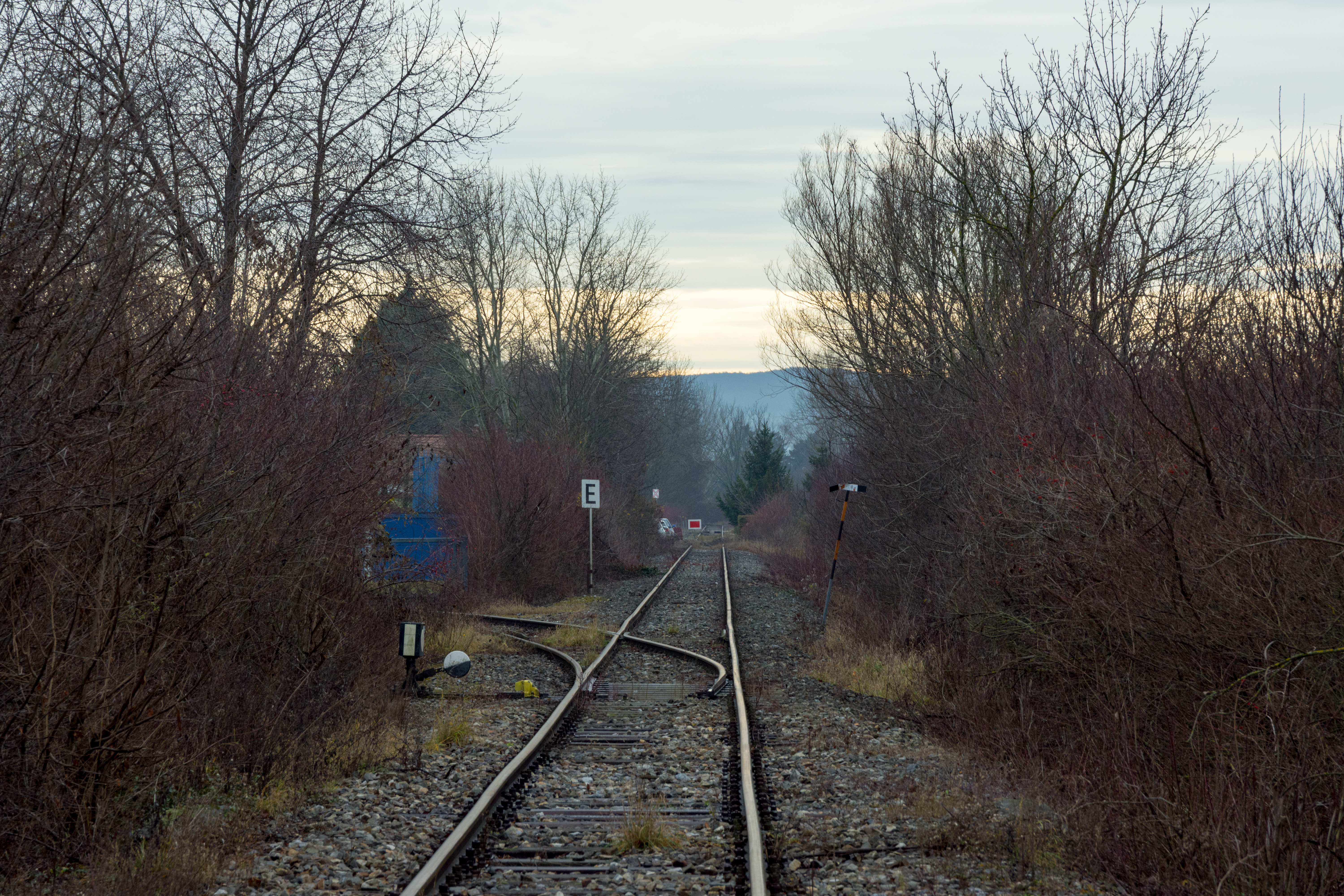
AB EVVA bei Margarethen am Moos. Im Hintergrund ist die Haltscheibe erkennbar den Beginn des gesperrten Abschnittes kennzeichnet (2020)
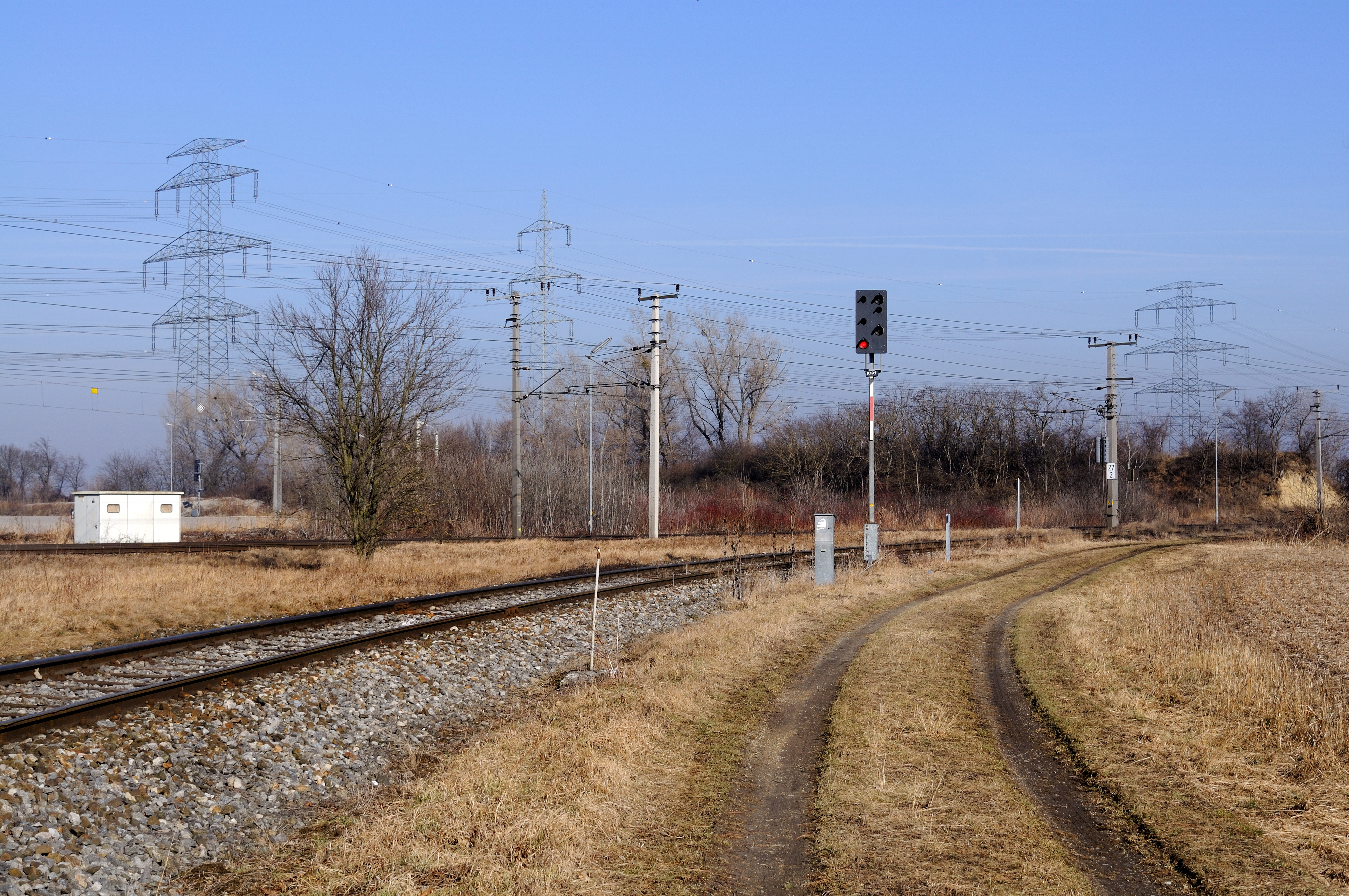
Einbindung der Strecke von Mannersdorf in die Ostbahn. Links ist das Einfahrsignal der Strecke von Fischamend erkennbar, rechts der Bahndamm des ehem. Gleises über die Ostbahn (2017)
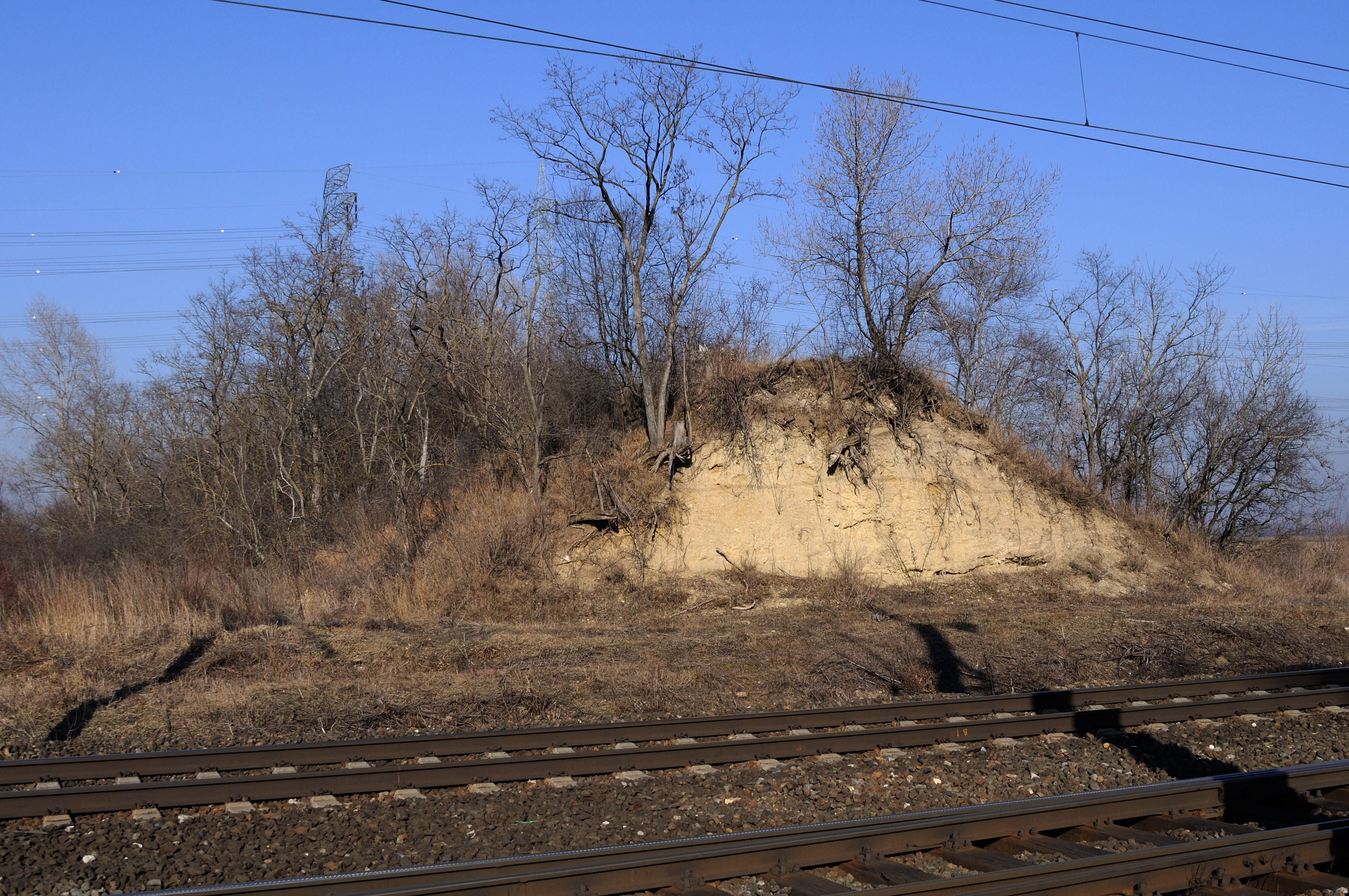
Reste des Bahndamms des Verbindungsgleises über die Ostbahn beim Bahnhof Götzendorf (2018)
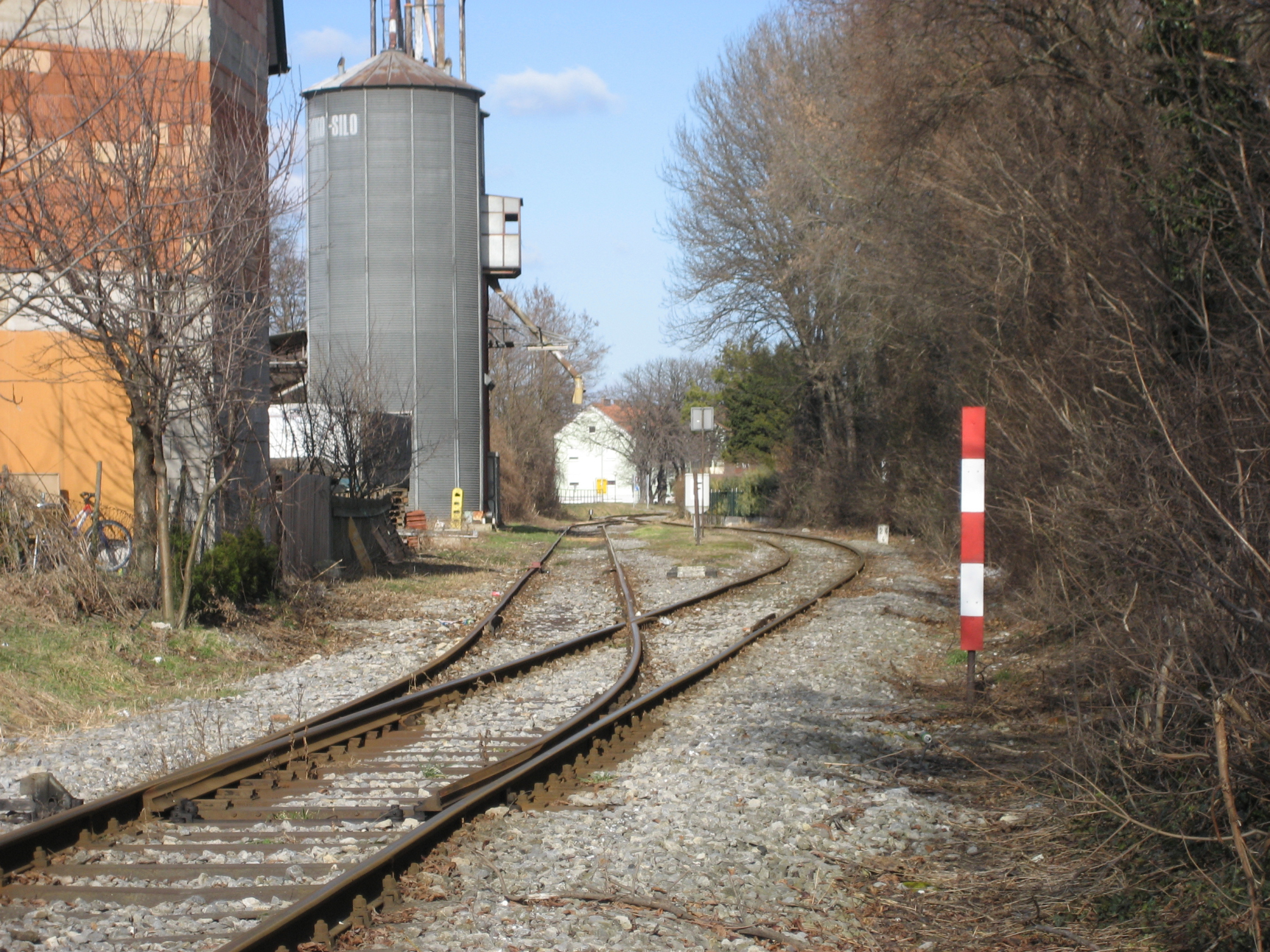
Ladestelle Götzendorf Lokalbahn (2011)
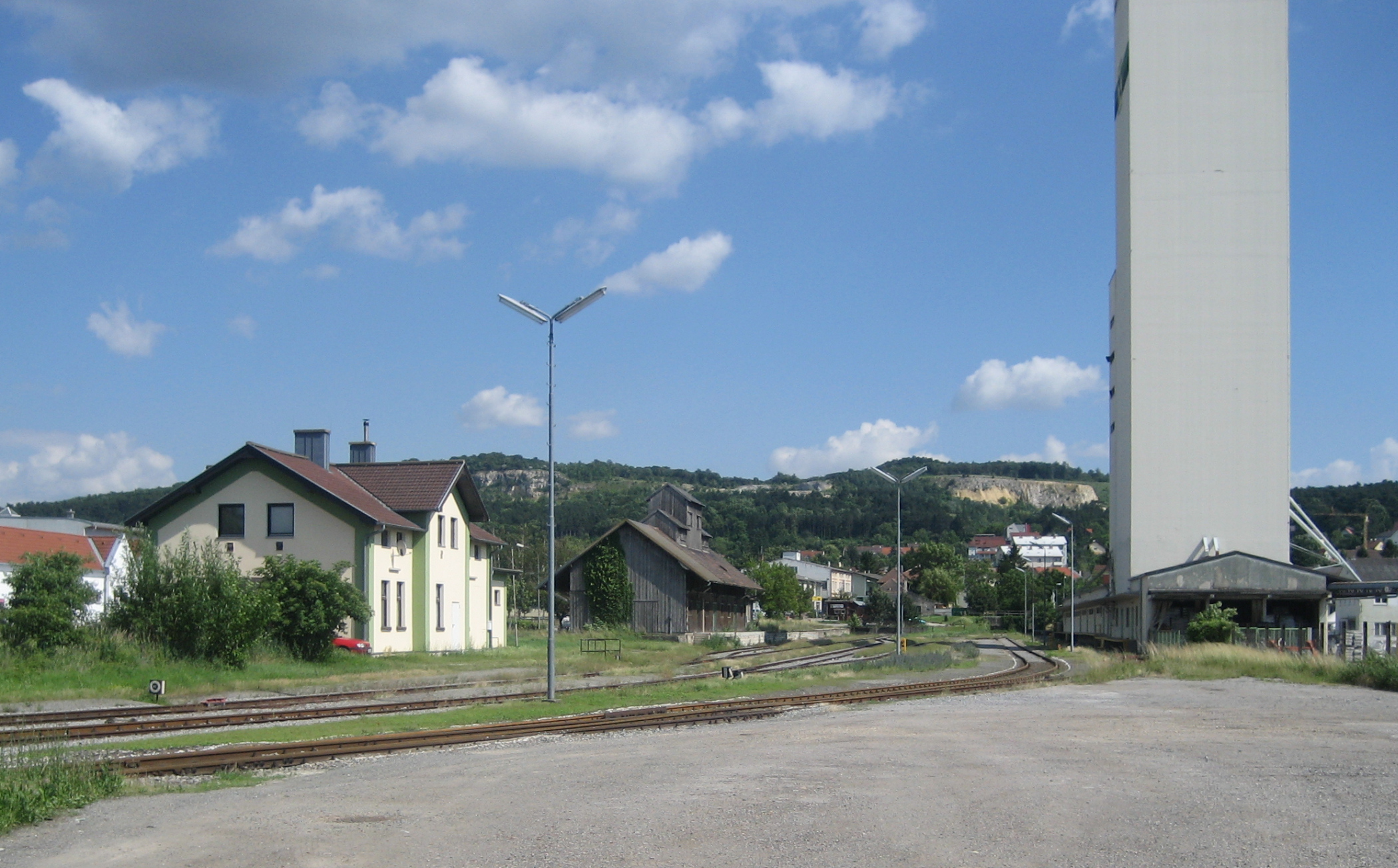
Bahnhof Mannersdorf (2011)